# Barsac (Gironda)
Barsac es una comuna y población de Francia, en la región de Aquitania, departamento de Gironda, en el distrito de Burdeos. Pertenece al Cantón de Podensac.
Su población en el censo de 1999 era de 1948 habitantes.
Está integrada en la Communauté de communes du canton de Cantón de Podensac.

## Demografía
| 2347 | 2298 | 2019 | 2085 | 2058 | 1948 |
| Para los censos de 1962 a 1999 la población legal corresponde a la población sin duplicidades (Fuente: INSEE [Consultar]) |      |      |      |      |      |

## El vino
La denominación de origen controlada Barsac AOC, toma su nombre de esta comuna.
El pueblo y sus viñedos se separan de Sauternes por el río Ciron, cuyos efectos enfriadores son de vital importancia para el uso del hongo Botrytis en las uvas semillón. El área de Barsac es ligeramente más plana que la de su vecino, y sus vinos son considerados ligeramente más suaves que los sauternes.